# Saint-Pierre-d’Irube
Saint-Pierre-d’Irube – miejscowość i gmina we Francji, w regionie Nowa Akwitania, w departamencie Pireneje Atlantyckie.
Według danych na rok 1990 gminę zamieszkiwało 3676 osób, a gęstość zaludnienia wynosiła 479 osób/km² (wśród 2290 gmin Akwitanii Saint-Pierre-d’Irube plasuje się na 116. miejscu pod względem liczby ludności, natomiast pod względem powierzchni na miejscu 1225.).